# Любомирский, Александр (каштелян киевский)
Князь Александр Любомирский (пол. Aleksander Lubomirski; 1751, Киев — 17 июля 1804, Вена) — польский магнат, военный и государственный деятель, каштелян киевский (1785—1790), генерал французской армии.

## Биография
Представитель польского княжеского рода Любомирских герба «Дружина». Третий сын воеводы киевского Станислава Любомирского (1704—1793) и Людвики Поцей (1726—1786), дочери великого стражника литовского Антония Поцея (ум. 1749) и Розалии Загоровской. Братья — Франтишек Ксаверий, Юзеф и Михаил Любомирские.
Владелец имения Опольский Ключ в Люблинском воеводстве. В 1785-1790 годах — занимал должность каштеляна киевского и был сенатором Речи Посполитой.
После разделов Речи Посполитой — генерал французской армии.

## Награды
- Кавалер Ордена Святого Людовика
- Кавалер Ордена Святого Станислава (1776)
- Кавалер Ордена Белого орла (1787)

## Семья и дети

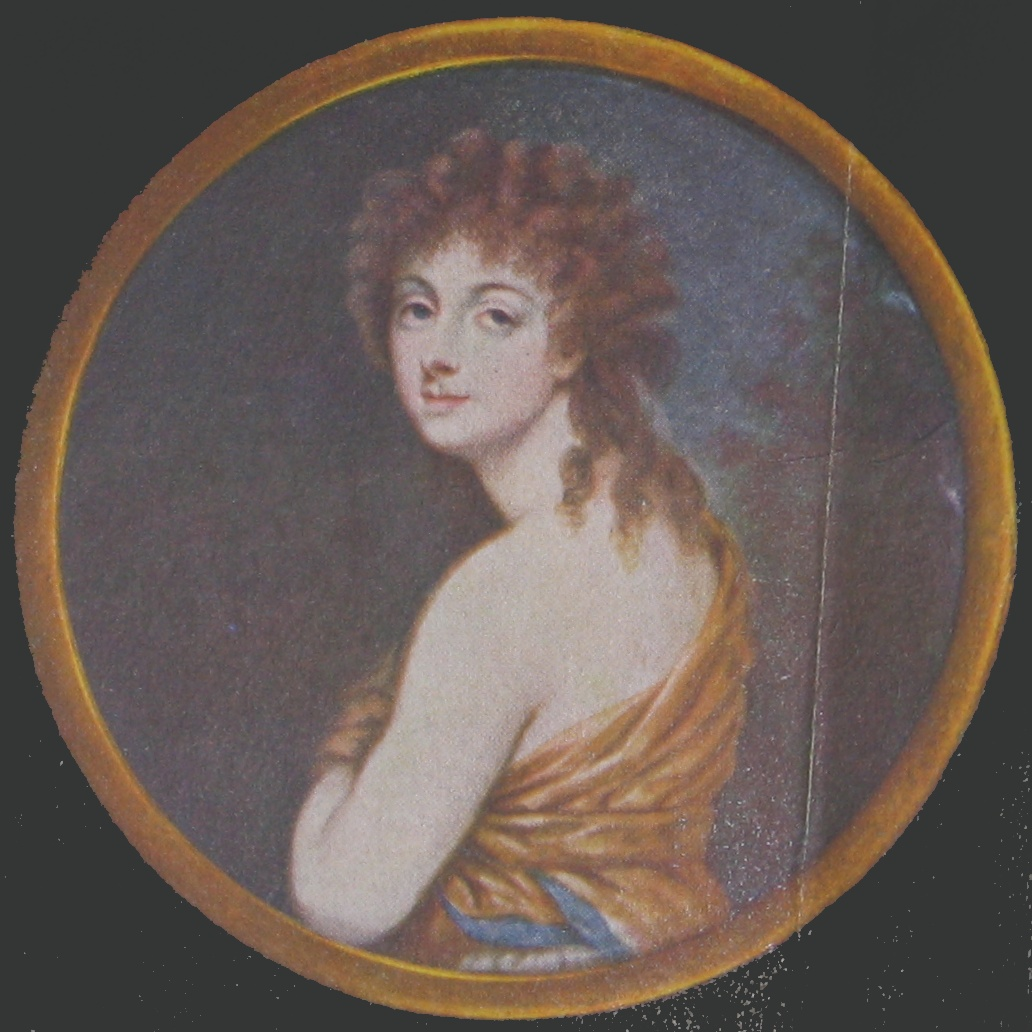
Княгиня Розалия Любомирская

В 1787 году женился на Розалии Ходкевич (16 сентября 1768, Чернобыль — 2 сентября 1793, Париж), дочери генерального старосты жемайтского и генерал-лейтенанта российской армии Яна Николая Ходкевича (1738—1781) и Людвики Марии Ржевуской (1744—1816). Супруги имели двух дочерей:
- Розалия Александра Франциска (3 сентября 1788 — 1 января 1865), жена с 1805 года графа Вацлава Северина Ржевуского (1785—1831)
- Людвика (род. и ум. 1790).

Розалия Любомирская в Ополе находилась редко, большую часть жизни провела в Варшаве и в путешествиях по Европе. Во время Четырехлетнего сейма имела славу одной из красивых женщин Речи Посполитой. Поклонница князя Юзефа Понятовского. Была близка к французской королеве Марии-Антуанетте и вместе с ней легла под гильотину.